# Prawda czy wyzwanie?
Prawda czy wyzwanie? (również "Szczerość czy odwaga") – popularna wśród młodzieży w niektórych krajach gra. Jej zaletami są brak potrzeby używania jakichkolwiek rekwizytów, czy rozgrywania jej w jakimś konkretnym miejscu. Czasami do gry można wykorzystać jedynie butelkę.

## Zasady gry
Osoba rozpoczynająca grę, kieruje (może do tego wykorzystać butelkę) do wybranej przez siebie osoby tytułowe pytanie "Prawda, czy wyzwanie?". Osoba wyznaczona dokonuje wyboru pomiędzy przymusową odpowiedzią na (często wstydliwe, osobiste lub odnoszące się do spraw zazwyczaj ukrywanych, np. uczucia) pytanie lub wykonaniem zadania (najczęstszymi są: pocałowanie kogoś w jakąś część ciała, wykrzyczenie swojej tajemnicy bądź czegoś sprzecznego z naszymi poglądami oraz powiedzenie komuś nie biorącemu udziału w grze czegoś, co może wywołać śmieszną sytuację).

## Polskie wydanie
Można wybierać lub losować osoby, które będą mówiły prawdę na zadane pytanie lub podejmą się wykonywania wyzwania. Wprowadzono także opcję gry na punkty o ustaloną wcześniej nagrodę.
Pytań na kartach jest powyżej 300, wyzwań powyżej 100. Nie zrezygnowano jednak całkowicie z możliwości wymyślania własnych pytań i wyzwań. Dodano także karty specjalne, które czynią rozgrywkę bardziej dynamiczną.
W Polsce gra "Prawda czy Wyzwanie" w wersji karcianej została wydana w 2010 roku nakładem wydawnictwa Let's Play. Obecnie gra jest dostępna bezpłatnie w systemie Print&Play (wydrukuj i graj) na stronie wydawnictwa Let's Play, odpowiedzialnego m.in. za takie gry planszowe i karciane, jak "Arkana miłości", czy "Labyrinth: Paths of Destiny".